# Юткина, Анна Кондратьевна
Анна Кондратьевна Ю́ткина (1894 — 1983) — Герой Социалистического Труда, звеньевая колхоза «Красный Перекоп» Мариинского района Кемеровской области. 

## Биография
Родилась 7 (19 апреля) 1894 года в крестьянской семье в селе Петровка (ныне — Мариинский район, Кемеровская область). Трудовую деятельность начала в возрасте 11 лет. Занималась батрачеством. В 1925 году переехала в село Николаевка, где стала председателем местного сельского совета. При её участии в Николаевке был создан колхоз «Красный перекоп», в котором она стала трудиться рядовой колхозницей. В 1935 году была назначена звеньевой полеводческого звена. На этой должности работала до 1950 года.
Полеводческое звено под руководством Анны Юткиной в трудных климатических условиях Сибири неоднократно собирало рекордные урожаи картофеля. Средние урожаи картофеля в Сибири не превышали по 80 — 90 центнеров с каждого гектара. В 1936 году её звено собрало по 353 центнеров картофеля сорта «Ранняя роза» с каждого гектара. В 1939 году было собрано по 997 центнеров картофеля сорта «Кореневский» с каждого гектара. В этом же году с одного гектара было собрано 1217 центнеров картофеля, что превысило рекорд урожая картофеля в США, где было собрано в этом году около 1100 центнеров с гектара.
В 1942 году было собрано по 1331 центнеров картофеля с каждого гектара. В конце 1942 года её звено вступило в социалистическое соревнование с чаеводческим звеном Веры Купунии из колхоза имени Берия Зугдидского района Грузинской ССР.
В 1947 году полеводческое звено Анны Юткиной собрало по 500 центнеров картофеля и по 135 пудов пшеницы. Указом Президиума Верховного Совета СССР от 20 мая 1948 года удостоена звания Героя Социалистического Труда за «получение высокого урожая картофеля» с вручением ордена Ленина и золотой медали «Серп и Молот» (№ 2219).
В 1939 и 1940 годах была участницей ВСХВ.
В последние годы своей жизни проживала в городе Мариинск. Скончалась 23 марта 1983 года. Похоронена на городском кладбище Мариинска.

## Награды
- Герой Социалистического Труда (20 мая 1948 года)
- Орден Ленина — дважды (11.05.1942; 1948)
- медали
- Сталинская премия третьей степени (1943) — за внедрение в течение ряда лет усовершенствованных агрономических методов и получение в 1942 году рекордного урожая картофеля — 1 330 центнеров с гектара (вместе со своим звеном)
- Большая и малая золотые медали ВДНХ.